# Copa Alpe Ádria de 2019-20
A Copa Alpe Ádria de 2019-20 é a quinta edição da competição onde dezesseis equipes de seis países originalmente formada por países com regiões constituintes da Região Alpe Ádria.  
A equipe do BC Körmend da Hungria é o atual campeão e defensor do título.

## Equipes Participantes

### Grupo A
| Pos | Clube               | J | V | D | Pts | P+ / P- | S   | Classificação |      | C/V   | GLI   | DUK   | PAR    | SKR |
| --- | ------------------- | - | - | - | --- | ------- | --- | ------------- | ---- | ----- | ----- | ----- | ------ | --- |
| 1   | Pardubice           | 6 | 6 | 0 | 12  | 432/338 | 94  | playoffs      | GLI  |       | 0-20  | 72-80 | 107-69 |     |
| 2   | Adriaoil Skrljevo   | 6 | 3 | 3 | 9   | 395/438 | -43 | playoffs      | DUK  | 66-70 |       | 67-80 | 73-79  |     |
| 3   | BK IMMOunited Dukes | 6 | 1 | 5 | 7   | 385/410 | -25 |               | PAR  | 20-0  | 87-66 |       | 88-67  |     |
| 4   | GTK Gliwice         | 6 | 2 | 4 | 5   | 249/275 | -26 | SKR           | 20-0 | 94-93 | 66-77 |       |        |     |

### Grupo B
| Pos | Clube            | J | V | D | Pts | P+ / P- | S   | Classificação |       | C/V   | BRN   | GMU   | LEV    | POL |
| --- | ---------------- | - | - | - | --- | ------- | --- | ------------- | ----- | ----- | ----- | ----- | ------ | --- |
| 1   | Swans Gmunden    | 6 | 5 | 1 | 11  | 521/453 | 68  | playoffs      | BRN   |       | 79-84 | 78-81 | 20-0   |     |
| 2   | Levicki Patrioti | 6 | 5 | 1 | 11  | 511/469 | 42  | playoffs      | GMU   | 88-60 |       | 85-76 | 102-71 |     |
| 3   | Egoé Basket Brno | 6 | 1 | 5 | 7   | 370/420 | -50 |               | LEV   | 82-62 | 82-75 |       | 93-82  |     |
| 4   | Hopsi Polzela    | 6 | 1 | 5 | 6   | 410/470 | -60 | POL           | 85-71 | 85-87 | 87-97 |       |        |     |

### Grupo C
| Pos | Clube           | J | V | D | Pts | P+ / P- | S    | Classificação |        | C/V    | KÖR    | OPA    | ŠEN    | VIE |
| --- | --------------- | - | - | - | --- | ------- | ---- | ------------- | ------ | ------ | ------ | ------ | ------ | --- |
| 1   | Opava           | 6 | 5 | 1 | 11  | 602/451 | 151  | playoffs      | KÖR    |        | 80-100 | 85-79  | 75-94  |     |
| 2   | Hallmann Vienna | 6 | 4 | 2 | 10  | 550/519 | 31   | playoffs      | OPA    | 116-56 |        | 114-62 | 101-69 |     |
| 3   | Šenčur          | 6 | 2 | 4 | 8   | 525/558 | -33  |               | ŠEN    | 88-68  | 98-100 |        | 101-82 |     |
| 4   | Egis Körmend    | 6 | 1 | 5 | 7   | 438/587 | -149 | VIE           | 110-74 | 86-71  | 109-97 |        |        |     |

### Grupo D
| Pos | Clube                  | J | V | D | Pts | P+ / P- | S    | Classificação |       | C/V    | DEC    | GRA   | OSI    | ÚST |
| --- | ---------------------- | - | - | - | --- | ------- | ---- | ------------- | ----- | ------ | ------ | ----- | ------ | --- |
| 1   | Sluneta Ústí nad Labem | 6 | 6 | 0 | 12  | 530/442 | 88   | playoffs      | DEC   |        | 79-64  | 98-83 | 67-74  |     |
| 2   | Armex Děčín            | 6 | 4 | 2 | 10  | 502/458 | 44   | playoffs      | GRA   | 74-94  |        | 0-20  | 75-104 |     |
| 3   | Vrijednosnice Osijek   | 6 | 2 | 4 | 8   | 437/435 | 2    |               | OSI   | 87-92  | 100-82 |       | 65-75  |     |
| 4   | UBSC Raiffeisen Graz   | 6 | 0 | 6 | 5   | 376/510 | -134 | ÚST           | 76-72 | 113-81 | 88-82  |       |        |     |

## Quartas de finais
A segunda equipe joga a segunda partida em casa.
| Equipe 1          | Total     | Equipe 2               | 1.º jogo | 2.º jogo |
| ----------------- | --------- | ---------------------- | -------- | -------- |
| Hallmann Vienna   | 192 – 186 | Sluneta Ústí nad Labem | 102 – 95 | 90 – 91  |
| Levicki Patrioti  | 138 - 159 | BK Pardubice           | 81 – 81  | 57 - 78  |
| Adriaoil Skrljevo | 168 – 177 | Swans Gmunden          | 90 – 76  | 78 – 101 |
| BK ARMEX Děčín    | 168 - 154 | BK Opava               | 85 – 67  | 83 - 87  |

## Semifinais
A segunda equipe joga a segunda partida em casa.
| Equipe 1        | Total     | Equipe 2       | 1.º jogo | 2.º jogo  |
| --------------- | --------- | -------------- | -------- | --------- |
| Hallmann Vienna | –         | BK Pardubice   | 83 – 86  | –         |
| Swans Gmunden   | 172 - 206 | BK ARMEX Děčín | 71 – 96  | 101 - 111 |

## Final
| Equipe 1 | Total | Equipe 2       | 1.º jogo | 2.º jogo |
| -------- | ----- | -------------- | -------- | -------- |
|          | –     | BK ARMEX Děčín | -        | -        |

## Campeões
| Copa Alpe Ádria 2019-20 Campeões |
| -------------------------------- |
| ?º Título                        |